# James M. Fox
Pour les articles homonymes, voir Fox.
Johannes Matthijs Willem Knipscheer, avocat, né le 18 avril 1908 à La Haye, est naturalisé américain après la Deuxième Guerre mondiale et change son nom pour James M. Fox, qui était jusqu’alors son pseudonyme d’écrivain. Cet auteur de roman policier et de roman d'espionnage meurt à Palm Springs, en Californie, le 20 avril 1989. Il a signé deux romans du pseudonyme Grant Holmes.

## Biographie
Il fait des études de droit aux Universités de Leyde et d'Utrecht. Il devient ensuite avocat en droit commercial international. Pendant la Deuxième Guerre mondiale, il est membre du gouvernement hollandais en exil à Londres et dirige un réseau de renseignements, une expérience qu’il relatera dans un roman paru en 1970, The Exiles. Durant cette période, il épouse une Américaine, vit un temps à New York et y reprend sa pratique d'avocat. En 1946, il déménage en Californie où il devient l’ami de Raymond Chandler. La correspondance entre les deux écrivains sera publiée en 1978.
Adolescent, il s'amuse déjà à rédiger des récits policiers. Il n'amorce toutefois une carrière littéraire professionnelle qu'en 1943, adoptant alors le pseudonyme de James M. Fox (qui deviendra son nom légal après sa naturalisation américaine) pour publier Ne faites pas l’imbécile, la première aventure du jeune couple américain John et Suzy Marshall, protagonistes d’une douzaine de volumes. Dans ce roman d'espionnage, le héros, qui travaille pour le ministère de la guerre, tente de désamorcer un réseau nazi implanté à Washington. La formule est reprise dans les deux titres suivants, puis la série verse dans le roman policier, quand John, démobilisé avec le grade de major dans The Lady Regrets (1947), vient se fixer avec sa femme à Los Angeles. Marshall est depuis peu à l'hôtel que deux policiers viennent le chercher pour qu'il entre au service de Wilton Havers, un riche homme d'affaires qui veut être élu sénateur aux prochaines élections et qui, par cette raison, s'est toujours bien entendu avec les autorités pour minimiser les scandales et passer l'éponge sur les frasques de son fils Bob, exempté par son père du service militaire pendant la Seconde Guerre mondiale. Havers a également une ravissante fille de 17 ans, Lorna. Or, John Marshall n'est à l'emploi de Havers que depuis quelques heures quand Lorna est kidnappée par des ravisseurs qui exigent un quart de million de dollars. En trouvant une solution à cette affaire, John Marshall se fait un gros coup de publicité et ouvre ensuite une agence de détective privé. Dans M. MacFarland est de trop, il habite la banlieue de Los Angeles avec sa femme Suzy et leur chien danois Khan. Un jour, il est engagé par une star de cinéma qui entend blanchir sa réputation mise à mal par une étrange affaire de bigamie.
En 1953, année de la parution du dernier titre du couple Marshall, James M. Fox crée un duo de policiers, Jerry Long et Chuck Conley, pour une série de trois thrillers bien ficelés, dont Musique ! (1953) et surtout Renversez la vapeur ! (1957), où, en convoyant dans un train, entre la Louisiane et la Californie, un prisonnier accusé de meurtre, les héros se trouvent en butte à la pègre italienne qui cherche à faire évader l’un des leurs. 
James M. Fox a également donné à vingt ans de distance deux romans d’espionnage avec l’agent secret Steve Harvester, le premier titre étant signé du pseudonyme Grant Holmes. Harvester fait partie d’une agence fondée par de riches bailleurs de fonds qui ont établi une organisation secrète privée afin de mieux défendre les intérêts de l’Occident. Le premier titre de la série, Dark Crusade (1953), se déroule en France ; le second, Operation Dancing Dog (1974), à Tanger, au Maroc.
James M. Fox, qui s’est aussi essayé à fondre roman western et roman policier dans Crunch (1988), a vu son roman, Surabaya (1956), signé du pseudonyme Grant Holmes, adapté au cinéma sous le titre Surabaya Conspiracy en 1969.

## Œuvre

### Romans

#### SérieJohn et Suzy Marshall
- Don’t Try Anything Funny (1943) Publié en français sous le titre Ne faites pas l’imbécile, Paris, Librairie des Champs-Élysées, coll. « Le Masque » no 378, 1950 ; réédition, Paris, Librairie des Champs-Élysées, coll. « Le Club des Masques » no 164, 1973
- Hell on the Way (1943) Publié en français sous le titre Ça va barder, Paris, Diderot, 1946
- Journey Into Danger (1943) Publié en français sous le titre La Course au danger, Paris, Diderot, 1946
- Cheese from a Mousetrap (1944)
- The Lady Regrets (1947)
- Death Commits Bigamy (1947) Publié en français sous le titre Mr MacFarland est de trop, Paris, Gallimard, coll. « La Tour de Londres » no 36, 1949
- The Inconvenient Bride (1948)
- The Gentle Hangman (1950)
- The Aleutian Blue Mink ou Fatal in Furs (1952)
- The Iron Virgin (1952)
- The Scarlett Slippers (1952)
- A Shroud for Mr. Bundy (1952)
- Bright Serpent ou Rites for a Killer (1953)

#### SérieJerry Long et Chuck Conley
- Code Three ou Dead Shot (1953) Publié en français sous le titre Musique !, Paris, Gallimard, Série noire no 241, 1955
- Free Ride ou Cell Car 54 (1957) Publié en français sous le titre Renversez la vapeur !, Paris, Gallimard, Série noire no 346, 1956 ; réédition, Paris, Gallimard, Carré noir no 115, 1973
- Dead Pigeon (1967)

#### Autres romans policiers
- The Wheel is Fixed (1951)
- Death at Her Fingertips (1956)
- Save Them for Violence (1959)
- The Dead Canary (1967)
- The Coven (1981)
- Crunch (1988), roman policier western

#### Série d’espionnageSteve Harvester
- Dark Crusade (1953), roman signé Grant Holmes
- Operation Dancing Dog (1974)

#### Autre roman d'espionnage
- Surabaya (1956), signé Grant Holmes

#### Roman autobiographique
- The Exiles (1970)

### Nouvelles

#### Nouvelle de la sérieJohn et Suzy Marshall
- Start from Scratch (1950) Publié en français sous le titre Les Blousons noirs, Paris, Fayard, Le Saint détective magazine no 82, décembre 1961

#### Nouvelles isolées
- Reward ou Reward for Murder (1957) Publié en français sous le titre La Récompense, Paris, Fayard, Le Saint détective magazine no 84, février 1962
- The Candid Corpse (1958) Publié en français sous le titre Mort d’un acteur, Paris, Fayard, Le Saint détective magazine no 53, juillet 1959

### Autre publication
- Letters (1978), correspondance entre James M. Fox et Raymond Chandler

## Adaptation
- 1969 : Surabaya Conspiracy[2], film américain de Wray Davis, d’après le roman Surabaya, avec Michael Preston (en), Barbara Bouchet et Michael Rennie.

## Sources
- Jacques Baudou et Jean-Jacques Schleret, Le Vrai Visage du Masque, vol. 1, Paris, Futuropolis, 1984, 476 p. (OCLC 311506692), p. 208-210.
- Claude Mesplède et Jean-Jacques Schleret, SN, voyage au bout de la Noire : inventaire de 732 auteurs et de leurs œuvres publiés en séries Noire et Blème : suivi d'une filmographie complète, Paris, Futuropolis, 1982, 476 p. (OCLC 11972030), p. 141.
- Claude Mesplède (dir.), Dictionnaire des littératures policières, vol. 1 : A - I, Nantes, Joseph K, coll. « Temps noir », 2007, 1054 p. (ISBN 978-2-910-68644-4, OCLC 315873251), p. 773-774.